# Khaled Tafesh
Khaled Tafesh (arabisch خالد طافش, DMG Ḫālid Ṭāfiš, * um 1963) ist ein palästinensischer Politiker. Als Mitglied der Wahlliste „Fortschritt und Wandel“ gehört er dem Palästinensischen Legislativrat an. Seine Wahlliste wird von Israel der im Gazastreifen regierenden Hamas zugeordnet. Am 20. Januar 2012 wurde Tafesh, einen Tag nach Parlamentspräsident Abd al-Aziz Duwaik, von israelischen Sicherheitskräften in seinem Haus in Betlehem im israelisch besetzten Westjordanland festgenommen. Laut dpa sind damit gegenwärtig 24 der 132 Mitglieder des palästinensischen Parlaments in Israel inhaftiert.